# Pedinorrhina watkinsiana
Pedinorrhina watkinsiana är en skalbaggsart som beskrevs av Lewis 1879. Pedinorrhina watkinsiana ingår i släktet Pedinorrhina och familjen Cetoniidae. Utöver nominatformen finns också underarten P. w. kolbei.